# Фукоїдан
Фукоїдан (fucoidan) — сульфатований гетерополісахарид, виявлений у складі бурих водоростей і деяких голкошкірих.
Вперше фукоїдани були виділені з бурих водоростей в 1913 році. Вміст фукоїданів може досягати 25-30% від сухої ваги водорості і залежить, в основному, від виду водорості, а також від сезону або стадії розвитку водорості, місця збору та інших факторів.

## Структура
Попри те, що фукоїдани відомі давно, далеко не всі їхні структурні особливості з'ясовані з достатньою визначеністю. У першу чергу це відноситься до структури фрагментів, що включають мінорні моносахариди. Практично до 1993 р. вважалося, що основний ланцюг фукоїданів являє собою 1 → 2-α-L-фукан. В наш час[коли?] встановлено, що більшість відомих фукоїданів належить до двох структурних типів: перший тип містить в основному ланцюги: α-1→3-, другий тип: почергові α-1→3- і α-1→4- зв'язані залишки фукози. Розгалуження приєднані в положенні 2, а сульфатні групи можуть перебувати при С4 залишку фукози. Виділені фукоїдани, в яких сульфатні групи розташовані при С2, а також при С2 і С4. Крім того, відомі фукоїдани, в яких залишки фукози не тільки сульфатовані, а й ацетильовані.
Потрібно відзначити, що в більшості випадків встановлені структури фракцій фукоїданів, основним компонентом яких є фукоза. Ці полісахариди виділені з бурих водоростей, що належать до порядків Chordariales, Laminariales, Fucales. Бурі водорості, що належать порядкам Chordariales і Laminariales (Phaeosporophyceae), синтезують полісахариди, що складаються з α-1→3-пов'язаних залишків фукози. Основний ланцюг цих полісахаридів може мати розгалуження при С2 деяких залишків фукози (залишок D-GlcA (Cladosiphon okamuranus) або залишок Fuc (Chorda filum)). Основний ланцюг фукоїданів водоростей порядку Fucales (Cyclosporophyceae) побудований з почергових α-1→3- і α-1→4- пов'язаних залишків фукози, в результаті чого формується регулярна структура полісахаридного ланцюга. Проте в нативному фукоїдані ця регулярність маскується безладним розташуванням сульфатних і ацетатних груп. Можливо, що відмінності в структурі основного ланцюга фукоїданів пов'язані з різним механізмом біосинтезу цих полісахаридів у бурих водоростей, що належать Phaeosporophyceae і Cyclosporophyceae.
Фукансульфати морських їжаків Arbacia lixula, Lytechinus variegates і голотурії Ludwigothurea grisea складаються з повторюваних тетрасахаридних ланок і, на відміну від фукоїданів, мають чітко виражену регулярну лінійну структуру і не містять ацетатних груп.

## Біологічна активність
Численні дослідження останніх 10-15 років присвячені біологічній дії фукоїданів. Фукоїдани проявляють надзвичайно широкий спектр біологічних активностей, що є причиною підвищеного інтересу до них. Так, в літературі є повідомлення про протипухлинні,
імуномодулюючі, антибактеріальні, антивірусні, протизапальні та інші властивості фукоїданів. З цієї причини фукоїдани можна віднести до так званих «полівалентних біомодуляторів». 

Особливий інтерес викликає антикоагулянтна дія фукоїданів. В наш час[коли?] відомі два механізми антикоагулянтної дії фукоїданів: один реалізується за допомогою прямого інгібування активності факторів VII, XI, XII згортання крові, другий заснований на гепариноподібному інгібуванні згортаючих факторів за допомогою активації специфічного ендогенного інгібітора — антитромбіну-III (АТ-III). Фукоїдани, що діють по першому механізму, можуть застосовуватися при антикоагулянтній терапії у хворих з вродженим або набутим дефіцитом антитромбіну АТ III, коли гепарин не ефективний. Структура фрагментів молекул фукоїданів, відповідальних за їх дію за першого або другого механізму, невідома. В даному випадку з'ясування відмінностей в структурі цих фрагментів набуває важливого значення.
Інтенсивність вивчення біологічної активності фукоїданів значно випереджає дослідження їх хімічної структури. Тому є небагато даних про зв'язок структури і біологічної активності цих полісахаридів. Вважається, що біологічна активність фукоїданів обумовлена в першу чергу ступенем сульфатування, наявністю фрагментів певної структури, також може бути пов'язана з моносахаридним складом, ступенем розгалуженості, типом зв'язку, молекулярно-масовим розподілом. Однак, незважаючи на всі зусилля, поки так і не вдалося з певною визначеністю встановити структурний мотив, який відповідає за прояв тієї чи іншої біологічної активності фукоїданів.